# Grange
Vous pouvez aider à l'améliorer ou bien discuter des problèmes sur sa page de discussion.
- Il ne cite pas suffisamment ses sources. Vous pouvez indiquer les passages à sourcer avec {{référence nécessaire}} ou {{Référence souhaitée}}, et inclure les références utiles en les liant aux notes de bas de page. (Marqué depuis octobre 2017)

- Archive Wikiwix
- Bing
- Cairn
- DuckDuckGo
- E. Universalis
- Gallica
- Google
- G. Books
- G. News
- G. Scholar
- Persée
- Qwant
- (zh) Baidu
- (ru) Yandex
- (wd) trouver des œuvres sur Wikidata

Pour les articles homonymes, voir Grange (homonymie).

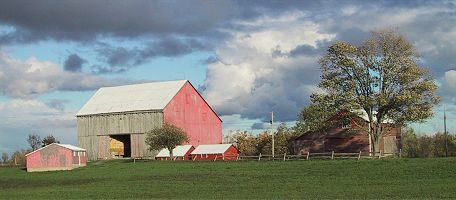
Une grange dans le Sud de l'Ontario, au Canada.

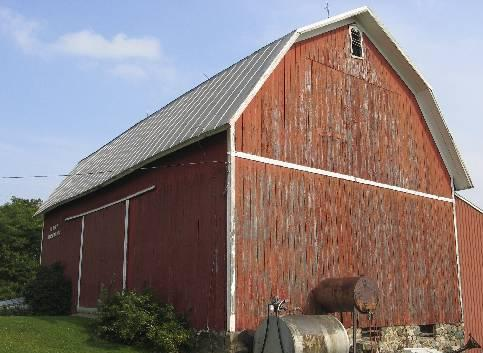
Exemple de grange avec un toit mansardé, situé dans le Wisconsin.

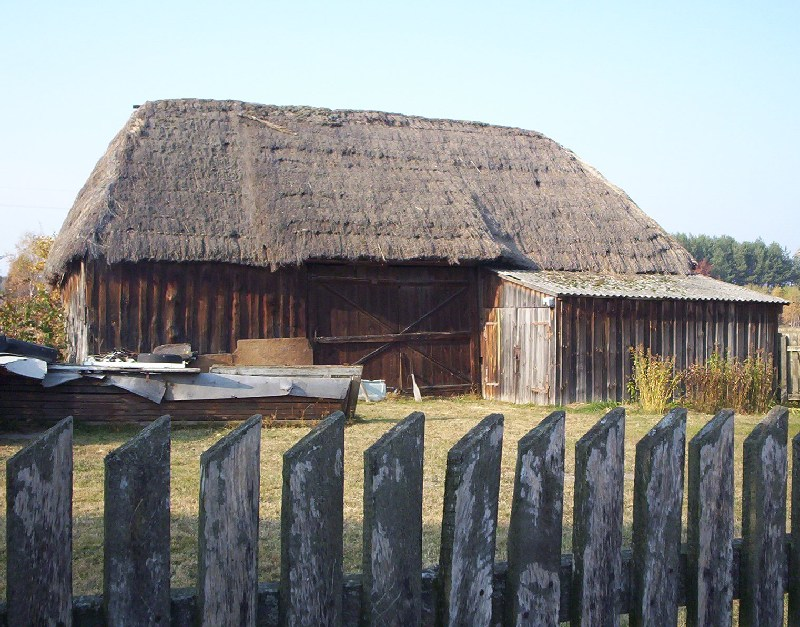
Antique grange en bois situé à Bartoszówka, en Pologne.

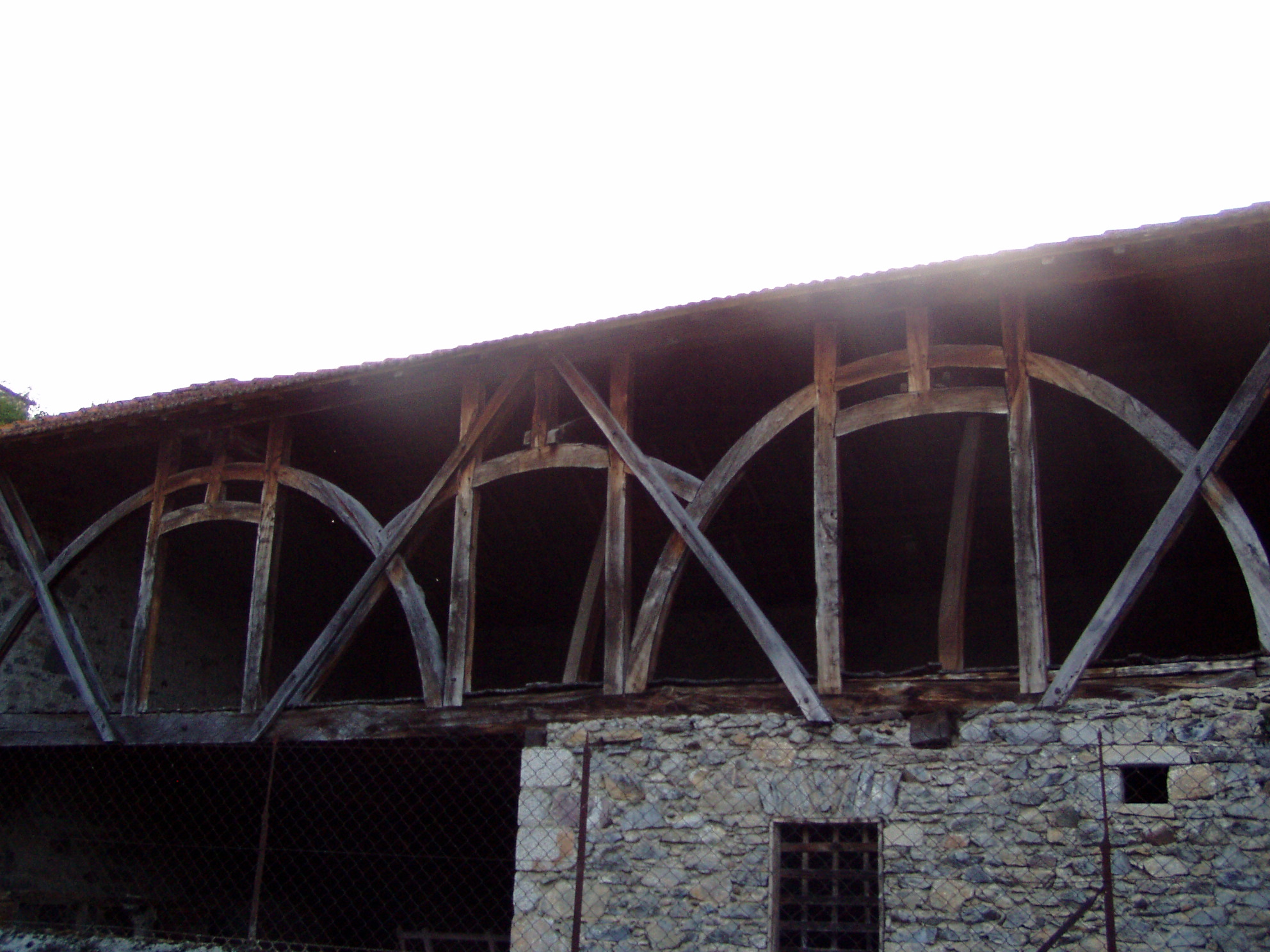
Une grange à Saint-Bertrand-de-Comminges.

Une grange est un bâtiment agricole utilisé pour le stockage et permettant le travail dans un lieu couvert. Ayant un toit en tôle, tuile ou ardoise (plus rarement : chaume, lauze...), ses principales ouvertures sont des portes à un ou deux panneaux. La grange peut être utilisée pour abriter les animaux ou stocker des véhicules et autres équipements agricoles. Les granges sont construites généralement loin des fermes pour éviter la propagation d'incendie. 

## Étymologie
Le mot grange est issu d’un bas latin *granica attesté par le latin médiéval granica chez Du Cange. En réalité, il s'agit d'un terme gallo-roman formé en Gaule, les mots des autres langues romanes (catalan granja, galicien granxa, italien grangia, occitan granja, portugais granj) qui peuvent avoir des sens différents, sont tous issus du français. En revanche, la plupart d'entre elles conservent des formes qui procèdent du latin classique horreum « grange » (catalan orri, galicien orrio / orro / hórreo, italien orreo, portugais hôrreo, espagnol hórreo).
Granica est un dérivé du latin granum « grain » (granum > grain) à l'aide du suffixe -ica à la fois latin et celtique (gaulois). Un autre dérivé de granum à l'aide du suffixe latin -arium a donné grenier (ou grain + -ier)

## Histoire
Au Bas Moyen Âge, on appelle dans le nord de la France grange un bâtiment agricole unique qui abrite sur place matériels et personnels affectés à l'exploitation directe d'une fraction de seigneurie. C'est un mode d'exploitation qui prolonge jusqu'au XVIIIe siècle une forme de servage et s'oppose à l'affermage (encore que les fermiers utilisent eux-mêmes ce système) et au bail emphytéotique, très utilisé au sortir de la guerre de Cent Ans pour relancer l'économie. Il a souvent été à l'origine d'un noyau urbain, comme l'ont été la Grange Batignolles ou la Grange Batelière. On retrouve le même système au XIXe siècle dans certaines plantations coloniales, notamment pour loger les esclaves des champs de coton du Sud des États-Unis.
Les vieilles granges étaient construites en bois, bien que des granges en pierre étaient également construites dans les régions où la pierre était un matériau de construction peu cher. Avant les années 1900, la plupart des granges avaient des châssis en bois qui pouvaient résister aux tempêtes et supporter des charges lourdes, telles que la nourriture des animaux. Aux États-Unis, ces bâtiments qui avaient couramment des toits mansardés sont souvent devenus des laiteries (ce qui devint l'une des caractéristiques de l'image populaire donnée aux laiteries). La plupart des granges américaines sont peintes en rouge, avec des bordures blanches. Les granges communes dans les régions propices à la culture du blé ont vu une augmentation de l'utilisation de chevaux de trait, comme le Clydesdale ou le percheron. Ces grandes granges en bois, remplies notamment de foin, pouvaient donner lieu à des incendies spectaculaires qui faisaient souvent tout perdre aux fermiers. Avec l'arrivée des ramasseuses-presse, il fut désormais possible de stocker le foin et la paille à l'extérieur dans une enceinte protégée par un garde-feu.
Avec l'utilisation grandissante des tracteurs après la Seconde Guerre mondiale, beaucoup de granges furent démolies ou remplacées par des hangars en bardage de feuilles d'acier laqué ou galvanisé fixées sur structure métallique.
Beaucoup de granges sont maintenant abandonnées par leur propriétaire.

## Utilisations
Dans les anciennes granges, la partie supérieure était utilisée pour stocker le foin et parfois le blé, plus généralement les récoltes. Le foin était placé sur une plate-forme, hissée vers le haut par l'intermédiaire d'un système de poulies accrochées dans un coin du hangar.
Certaines, bâties à flanc de coteau, étaient accessibles au rez-de-chaussée du côté bas, et à l'étage du côté haut, souvent via un ponceau en terre et en bois.

### Abri des animaux
Une ferme comporte souvent des enclos de tailles et de formes diverses pour abriter les gros et petits animaux. Le rez-de-chaussée des hangars fut utilisé pour abriter les gros animaux. D'autres pièces d'un hangar agricole typique :
- Pièce pour ranger les équipements équestres : brides, selles, etc.
- Pièce pour stocker la nourriture des animaux.
- Large couloir pour la circulation des animaux ou pour permettre l'accès des machines.
- Silo où sont stockés le blé et le foin fermentés.

Les granges modernes contiennent souvent un corral intérieur avec du matériel vétérinaire pour les animaux malades.

## Galerie de photos

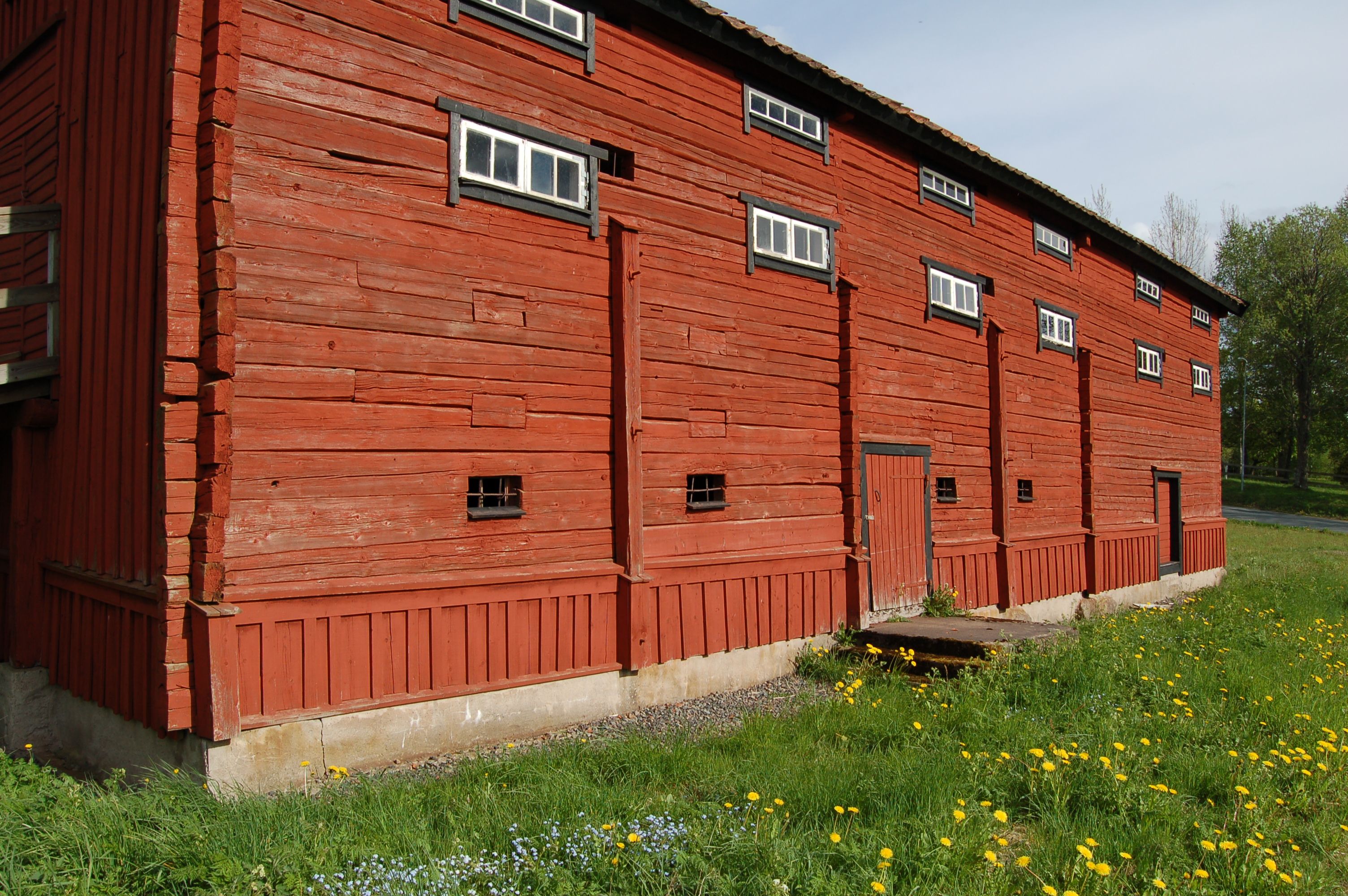
Un hangar agricole suédois.
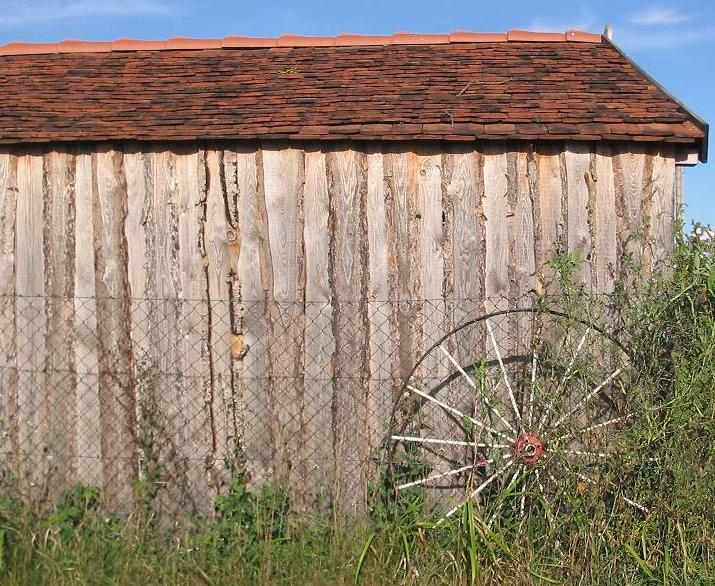
Un hangar agricole en bois situé à Brück, en Allemagne.
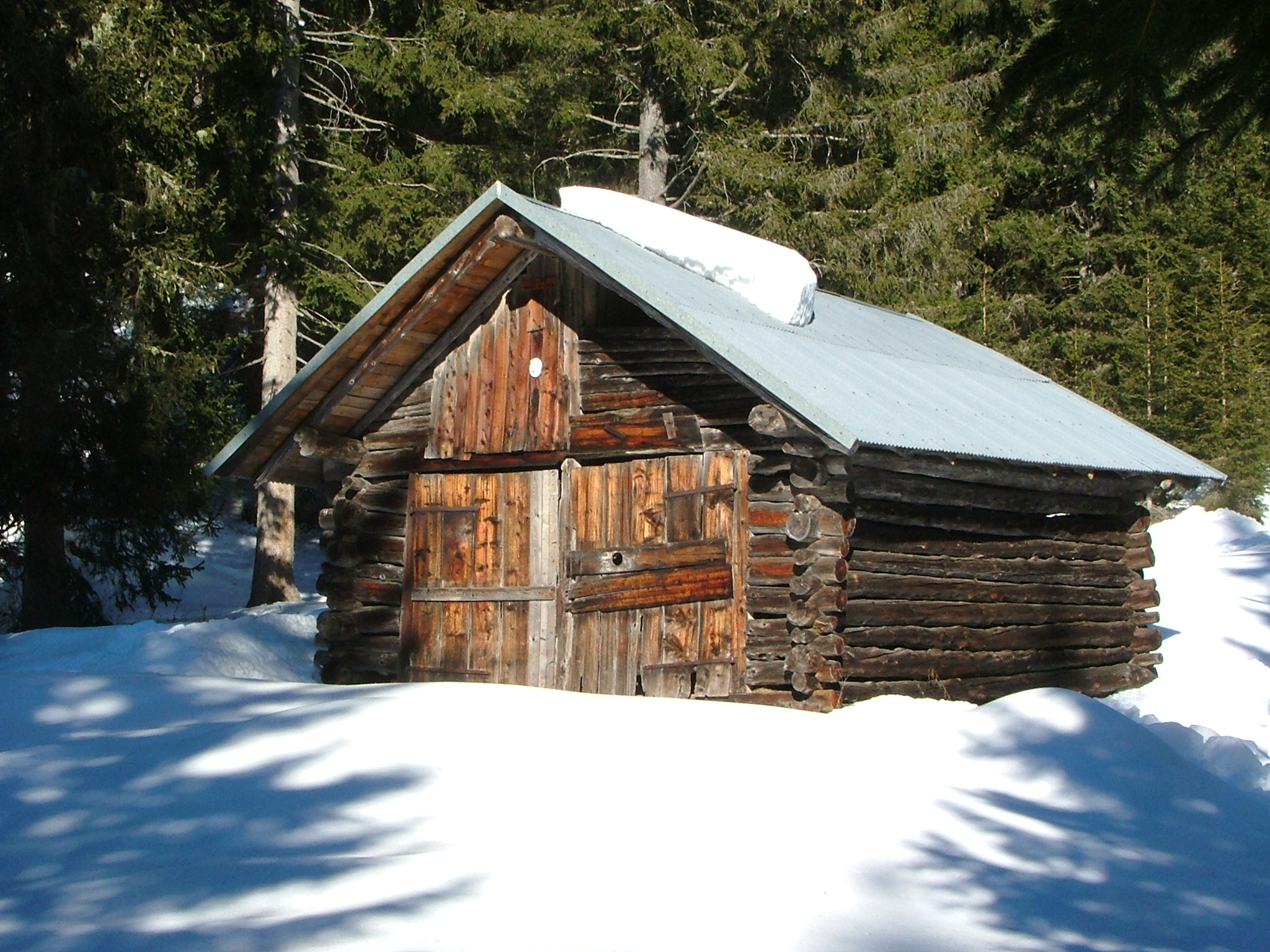
Un hangar agricole italien sous la neige, situé dans la Province de Belluno.
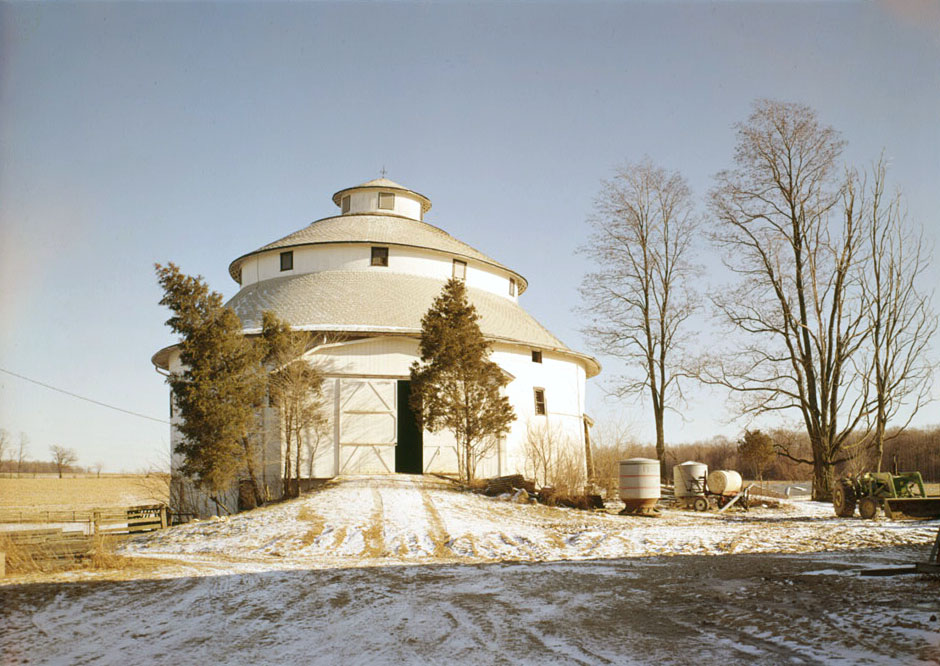
Un hangar agricole circulaire dans l'État de l'Indiana, aux États-Unis.
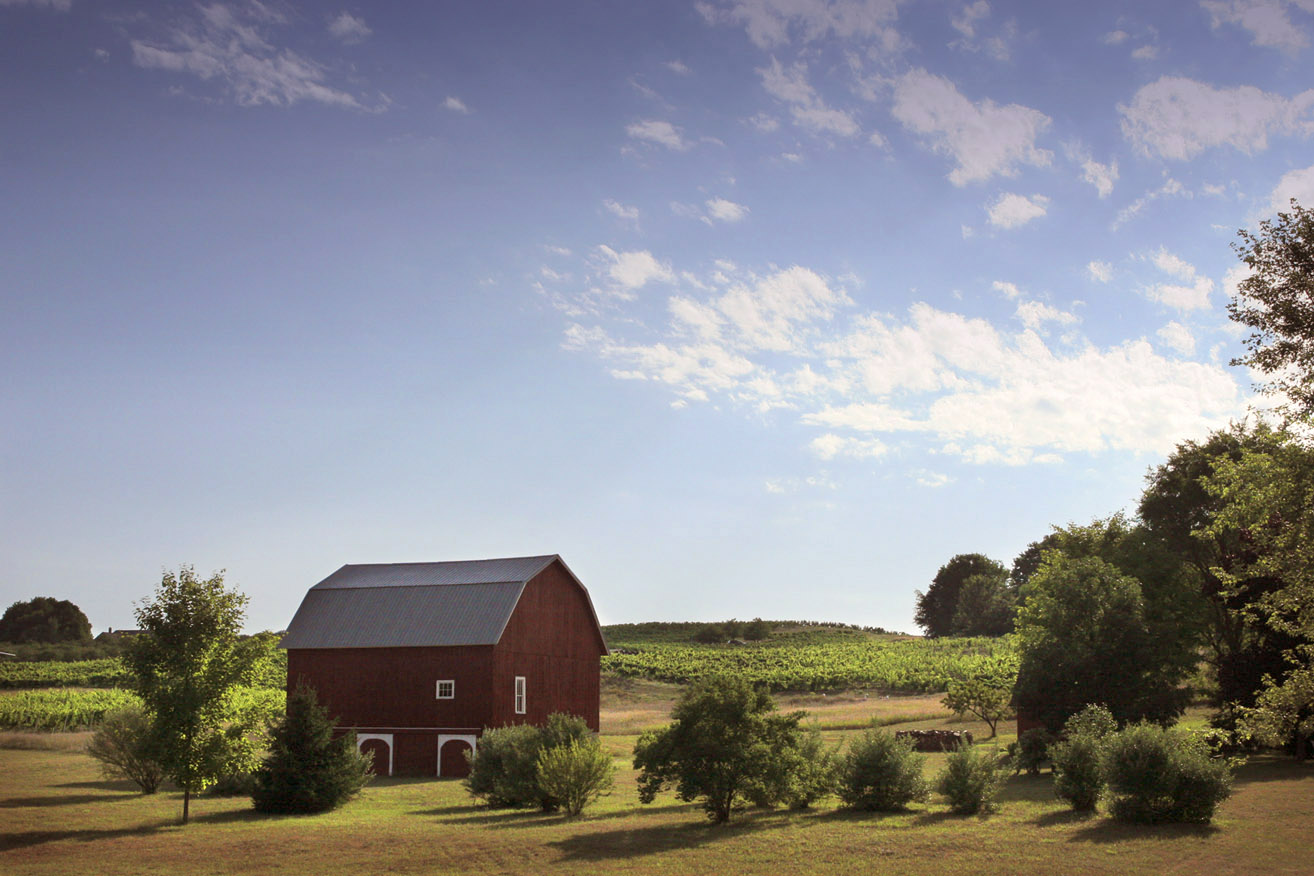
Une ferme pastorale avec un hangar agricole rouge typique, situé au nord du Michigan, aux États-Unis.
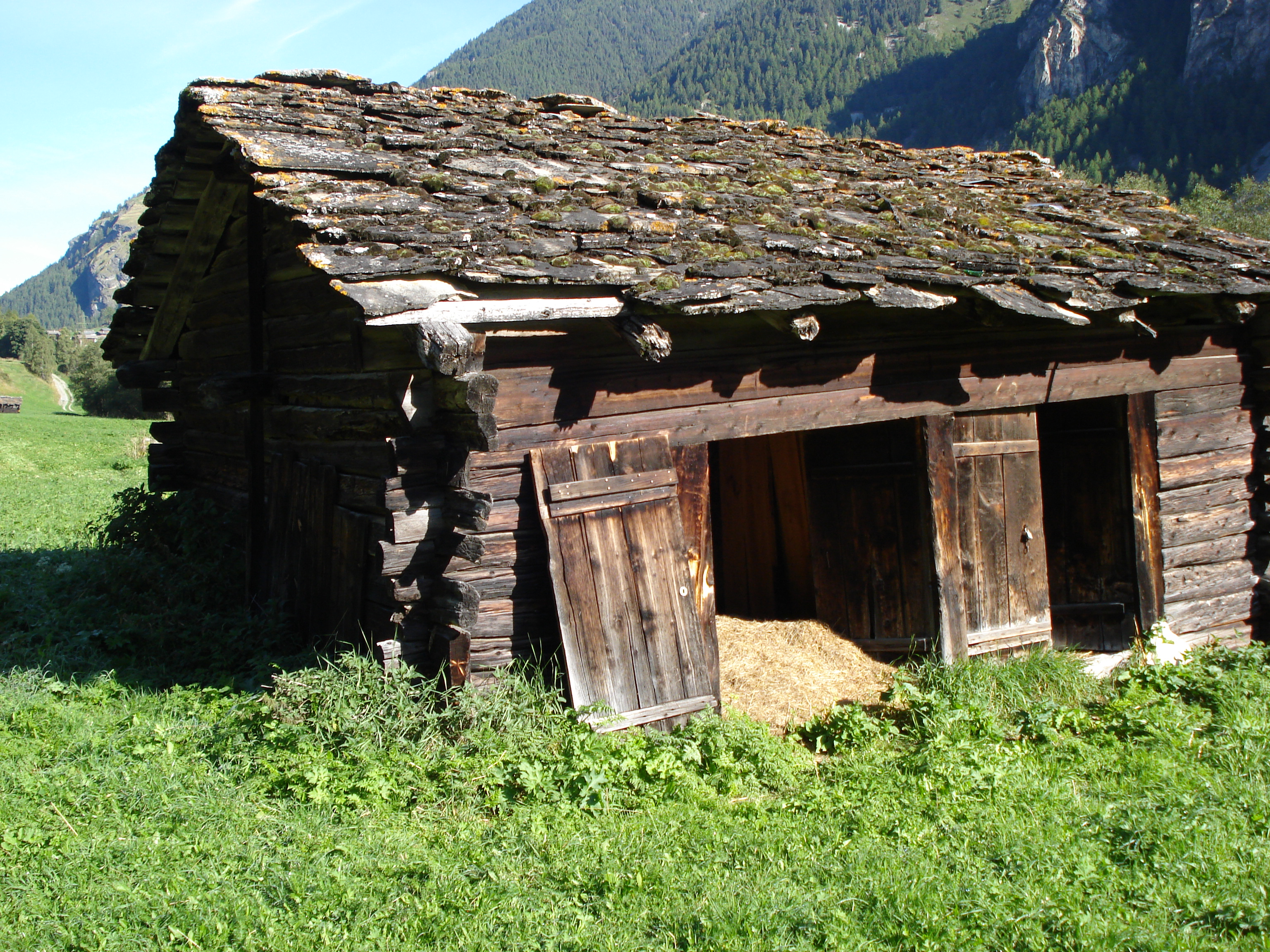
Grange à foin typique située dans la région d'Évolène en Suisse.
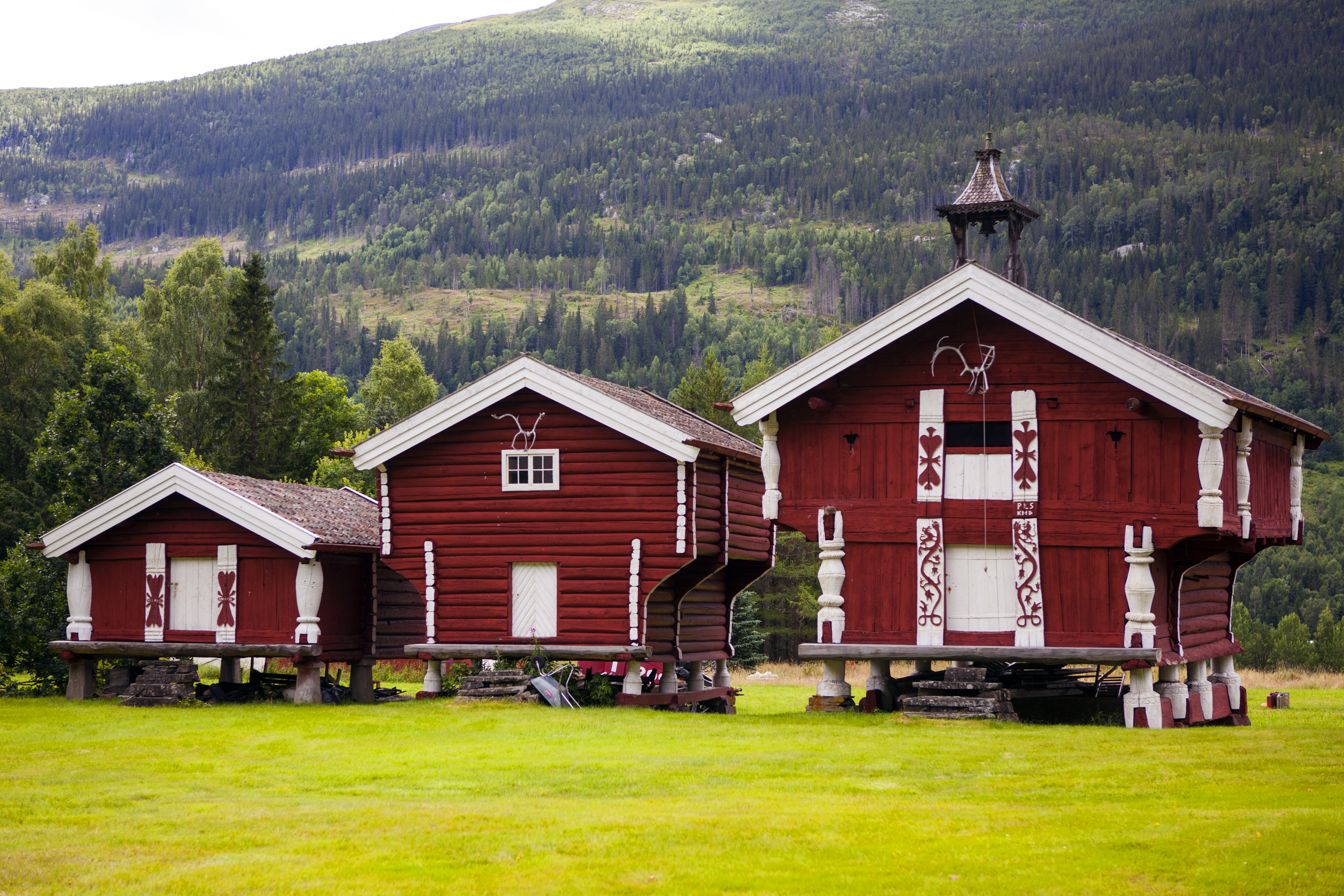
Granges traditionnelles de Norvège.
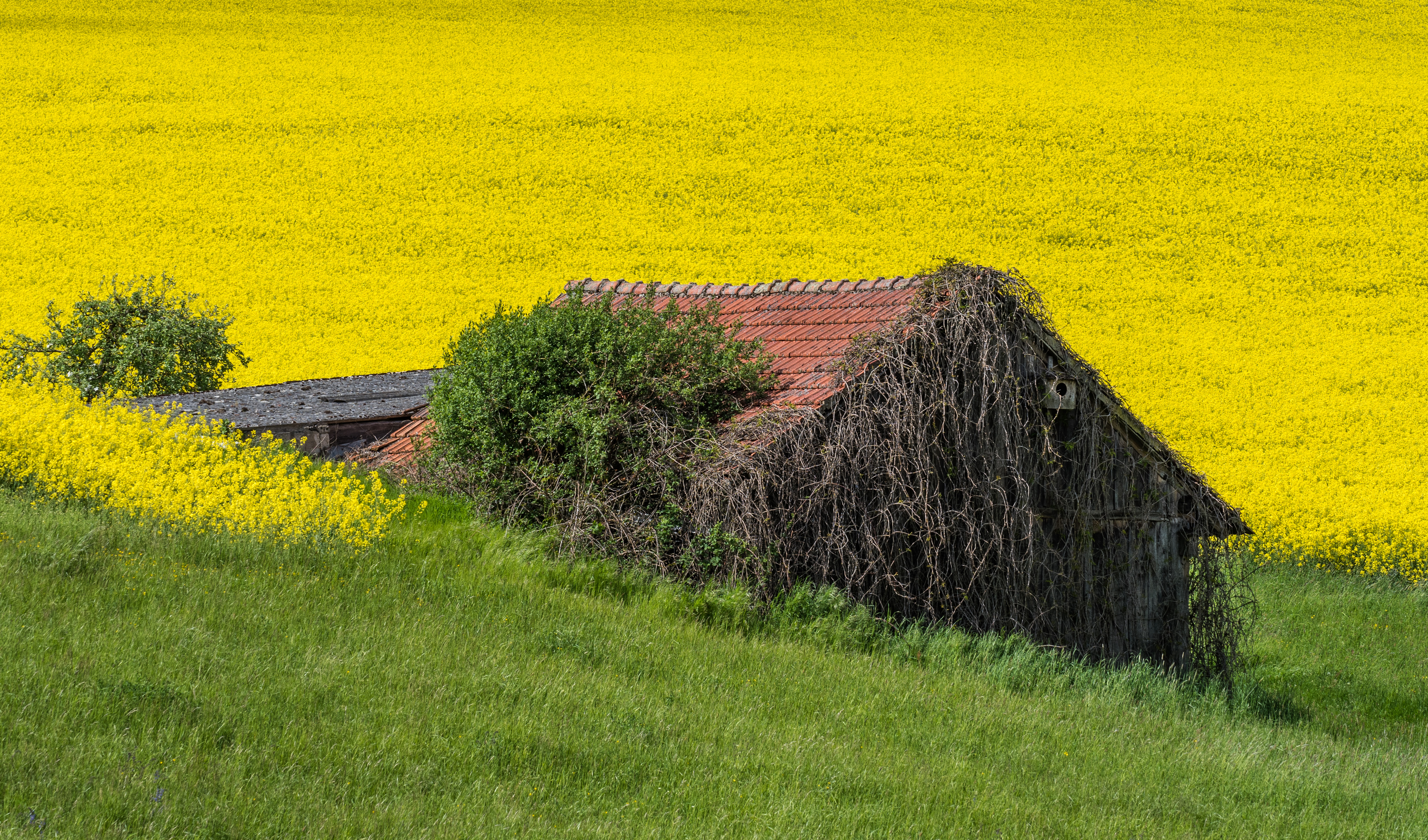
Grange située entre Weisbrunn et Oberaurach, en Allemagne.
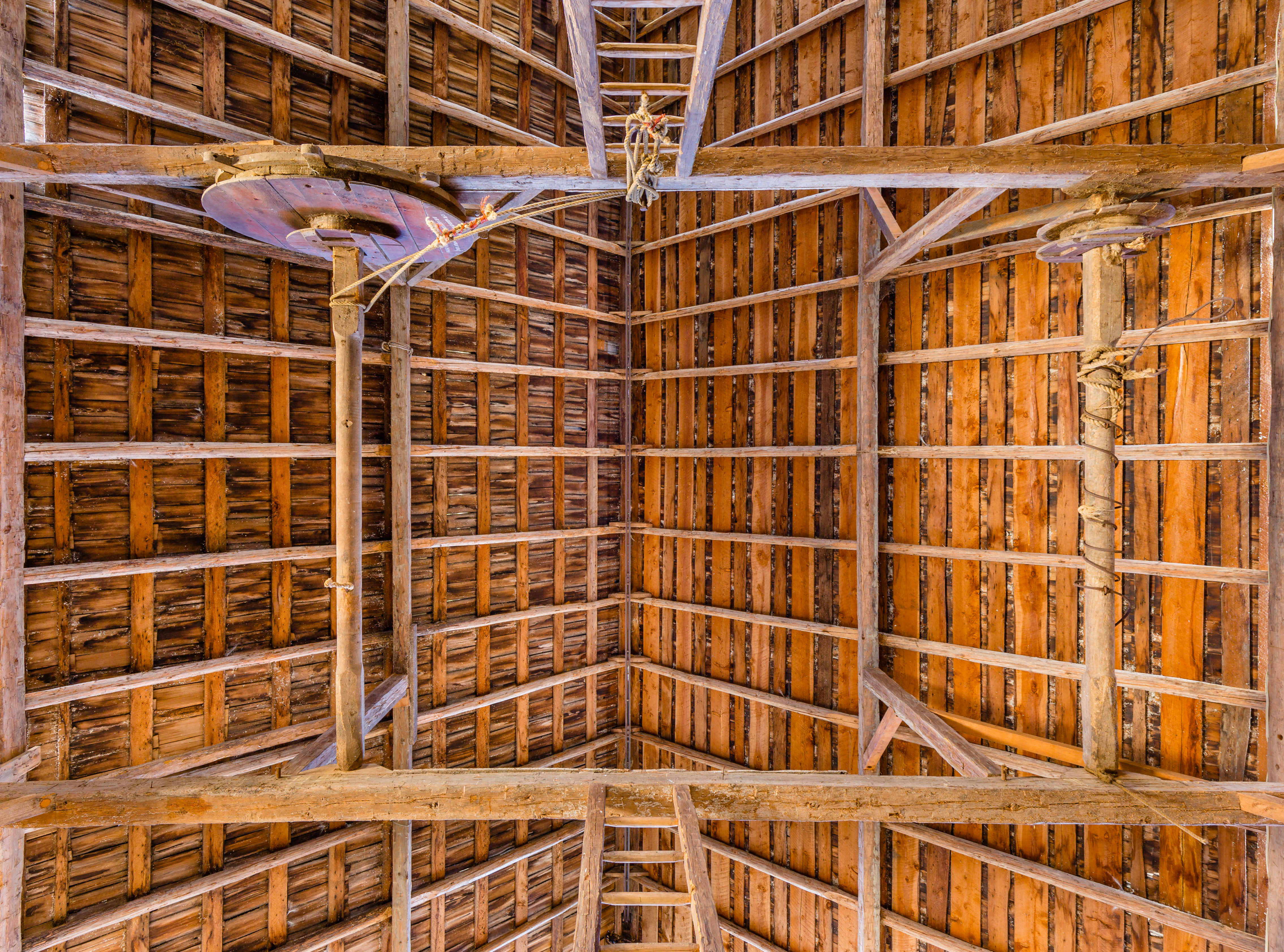
Le toit d'une grange, construite vers 1920, sur l'île Saltspring, Canada.